# Johann Fidel Wieland
Johann Fidel Wieland (* 1755 in Rheinfelden; † 18. Januar 1814 in Bad Säckingen) war ein badischer Verwaltungsbeamter und Jurist.

## Familie
Wieland stammte aus einer angesehenen Rheinfelder Bürgerfamilie, deren Mitglieder dort städtische Ämter bekleideten. Er war der älteste Sohn des Johann Thaddäus Wieland (1726–1767) und dessen Ehefrau Maria Ursula Sprengerin.
In erster Ehe war er mit Katharina Kusswinter verheiratet, mit der er sechs Kinder hatte, die aber alle im Kindesalter starben. In zweiter Ehe heiratete er Theresia Crescentia Dietz, mit der er auch sechs Kinder hatte. Der deutsch-schweizerischer Arzt und Politiker Joseph Fidel Wieland war sein ältester Sohn.

## Leben
Wieland studierte an der Julius-Maximilians-Universität Würzburg und der Albert-Ludwigs-Universität Freiburg Rechtswissenschaften und trat nach Erwerb des Lizenziats in den vorderösterreichischen Staatsdienst im Oberamt Breisgau. 1787 wurde er von der letzten Äbtissin des Damenstifts Säckingen, Marianna Franziska von Hornstein, zum Rentmeister der Stiftsverwaltung berufen.
Noch vor der Säkularisation des Damenstifts und dem Übergang der Landeshoheit auf das Großherzogtum Baden trat 1804 der bisherige Oberamtmann, Franz Xaver Spenner, zurück und Wieland übernahm zusätzlich zum Rentmeisteramt auch das des Oberamtmanns. 1807 wurde er zum ersten Oberamtmann des badischen Oberamtes Säckingen – im Range eines Oberamtsrates ernannt. Er übte das Amt bis zu seinem Tod Anfang 1814 aus. In seine Amtszeit fiel die schwierige Integration des ehemals vorderösterreichischen Breisgaus in das neu gebildete Großherzogtum Baden.